# Mount Behling
Mount Behling är ett berg i Antarktis. Det ligger i Västantarktis. Nya Zeeland gör anspråk på området. Toppen på Mount Behling är 2 190 meter över havet, eller 723 meter över den omgivande terrängen. Bredden vid basen är 3,0 km.
Terrängen runt Mount Behling är kuperad åt nordväst, men åt sydost är den bergig. Trakten är obefolkad. Det finns inga samhällen i närheten. 